# Thegon
Thegon är en kommun i Myanmar.   Den ligger i regionen Bagoregionen, i den södra delen av landet, 150 km sydväst om huvudstaden Naypyidaw. Antalet invånare är 134 186.